# 冀国强
冀国强（1965年11月—），男，河南汝南人，中华人民共和国政治人物。现任中共天津市委常委、统战部部长。

## 生平
1987年6月加入中国共产党，1988年毕业于中央财政金融学院财政专业。1988年8月进入财政部办公厅工作，历任秘书处办事员、科员、秘书室副主任科员、主任科员、副处长级秘书、正处长级秘书。
2003年3月，任全国社会保障基金理事会办公厅正处级秘书；2003年11月，任全国社会保障基金理事会股权资产部副主任；2004年6月，任全国社会保障基金理事会机关党委副书记、人事部副主任（2004年3月至2007年1月，在北京大学与国家行政学院合作培养的公共管理硕士专业学习取得公共管理硕士学位）；2007年6月，任全国社会保障基金理事会股权资产部（实业投资部）主任（2009年9月至2009年11月，在中央党校第53期地厅级干部进修班学习）。
2010年10月，任中共静海县委副书记；11月，任静海县代县长（正局级）；2011年1月，任静海县县长；2013年3月，任中共静海县委书记（2014年11月至2015年1月在中央党校第1期县委书记研修班学习），2015年6月被中组部评选表彰为“全国优秀县委书记”（天津共有2位，另一位是宁河县委书记李树起），也是继1995年获评“全国优秀县委书记”的崔士光后，第二个获得此称号的静海县委书记。2015年10月，任中共静海区委书记。
2017年5月，任中共天津市委常委。6月，任市委统战部部长。2018年1月，当选第十三届全国政协委员。